# Вацлав Вондрак
Вацлав Вондрак (на чешки: Václav Vondrák) е чешки езиковед, славист и професор във Виенския университет и в Университета в Бърно.

## Биография
Роден е на 22 септември 1859 година в Дуб. Мести се във Виена, където започва да изучава романска филология, но скоро се преориентира към славянската филология под ръководството на Франц Миклошич. В 1884 година Вацлав Вондрак защитава докторската си дисертация. От 1881 до 1891 година Вондрак работи като частен учител в много аристократични семейства. В 1893 година става хабилитиран преподавател по славянски езици и литература във Виенския университет. В 1903 година става професор в същия университет, а в 1919 година – в Университета в Бърно.
Изследванията на Вондрак са основно в областта на старобългарския език (старославянски) и сравнителната славянистика, по-специално граматиката.

## Избрана библиография
- Zur Kritik der altslovenischen Denkmale, Sitzungsberichte d. kaiserl. Akad., Vienna 1886.
- Altslovenische Studien, Vienna 1890.
- Ueber einige orthographische und lexikalische Eigentümlichkeiten des Codex Suprasliensis, Vienna 1891.
- Zur Würdigung der altslovenischen Wenzelslegende und der Legende von heiligen Prokop, Vienna 1892.
- Die Spuren der altkirchenslavischen Evangelienübersetzung in der altböhmischen Literatur, Vienna 1893.
- Glagolita Clozův, Otto, Prague 1893.
- Studie z oboru církevněslovanského písemnictví (Studies in the field of Old Church Slavonic literature), Rozpravy české akademie, Prague 1903.
- O mluvě Jana exarcha bulharského (About the language of Jan the Bulgarian exarch), Prague 1896.
- Altkirchenslavische Grammatik, Berlin 1900, 19122.
- O původu kijevských listů a pražských zlomků a o bohemismech v starších církevněslovanských památkách vůbec (About the origin of the Kiev Folia and Prague Fragments), Prague 1904.
- Novější práce o činnosti slovanských apoštolů svatých Cyrilla a Methodia (New works on the activities of the Holy Slavic apostles Cyrill and Method), "ČČM" 1897.
- Zur Frage nach der Herkunft des glagolitischen Alphabets, Archiv f. slav. Philol. XVIII, XIX.
- Vergleichende Slavische Grammatik, Göttingen, I, 1906, II, 1908; I, 19242.
- Zu den Nasalen im Slavischen. Bezzenbergers Beiträge XXIX.
- Slavische Akzent- und Quantitätsstudien. Bezzenbergers Beiträge XXX.
- Zur Liquidametathese im Slavischen. Archiv f. slav. Philol. XXV.
- O genitivech na -u v staré češtině (About genitives ending with -u in the Old Czech language), Listy filol. XII.
- O koncovkách praes. sg. 1. -ím a -ám v češtině (About the praes. sg. 1. endings -ím and -ám in the Czech language), Listy filol. XIII.
- Kremsmünsterská legenda o 10.000 rytířích (The Kremsmünster legend of 10.000 knights), Listy filol. XVI.
- Ueber die Lokalendungen -ě und -u der ъ- und о-Stämme im Altböhmischen, Archiv f. slav. Philol. 1886.
- Ueber die persönlichen Schimpfwörter im Böhmischen, Archiv f. slav. Philol. 1890.
- Frisinské památky, jich vznik a význam v slovanském písemnictví (The Frising Manuscripts, their origin and significance in Slavic literature), Prague 1896.
- Vokabulář klasické staroslověnštiny (Dictionary of Classic Old Slavonic, with Bartoň, Josef), KLP, Praha 2003.